# Omeostasi

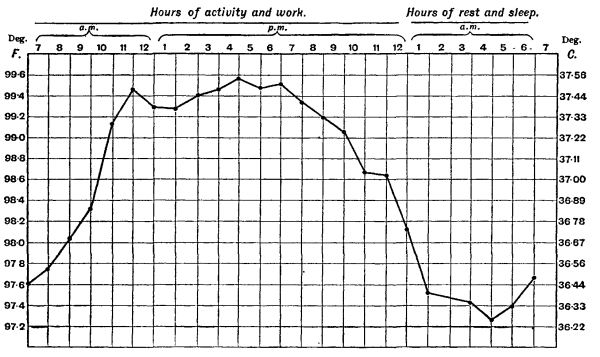
Ciclo circadiano della temperatura corporea

L'omeostasi (dal greco omeo - e - stasi, "simile posizione") è la tendenza naturale al raggiungimento di una relativa stabilità, sia delle proprietà chimico-fisiche interne sia comportamentali, che accomuna tutti gli organismi viventi, per i quali tale regime dinamico deve mantenersi nel tempo, anche al variare delle condizioni esterne, attraverso precisi meccanismi autoregolatori. Per estensione, il termine indica anche la capacità di alcuni sistemi elettromeccanici o informatici di mantenere i propri valori di funzionamento all'interno di un intervallo dinamico, attraverso processi di auto-regolazione.
In molti processi biologici, l'omeostasi mantiene la concentrazione chimica di ioni e molecole, e permette alla cellula di sopravvivere; in fisica, l'omeostasi permette di regolare altri parametri quali temperatura o energia. Di solito questo termine viene usato in biochimica, per indicare l'equilibrio di una composizione chimica ottimale tra liquidi diversi e separati da membrane, ad esempio le membrane cellulari. Un esempio classico è la separazione tra plasma sanguigno, liquido interstiziale e liquido intracellulare.
In fisiologia, la legge dell'equilibrio di massa dice che se la quantità di una sostanza in un organismo deve rimanere costante, ogni aumento deve venir compensato da una perdita di pari entità; in tale ultima accezione Maslow la pone tra le cinque esigenze poste al primo segmento della sua "piramide dei bisogni".
In sinecologia indica anche la tendenza all'equilibrio delle popolazioni animali e vegetali, come risultato di meccanismi dipendenti dalla densità e operanti sul tasso di natalità, sopravvivenza e morte (stabilità).
Nella teoria della semiosfera di Juri Lotman, l'omeostasi indica la condizione di stabilità della semiosfera o di parti di essa.

## Uso del termine
L'omeostasi è un concetto fondamentale nell'ambito della medicina, infatti i meccanismi che il nostro organismo instaura per mantenere uno stato di equilibrio regolano il rapporto tra fisiologia e patologia. Il termine "omeostasi" fu coniato da Walter Cannon nel 1932, che nel suo libro La saggezza del corpo lo definisce come la capacità corporea di mantenere la stabilità richiesta "affinché la vita e la salute possano continuare".

## Omeostasi biologica

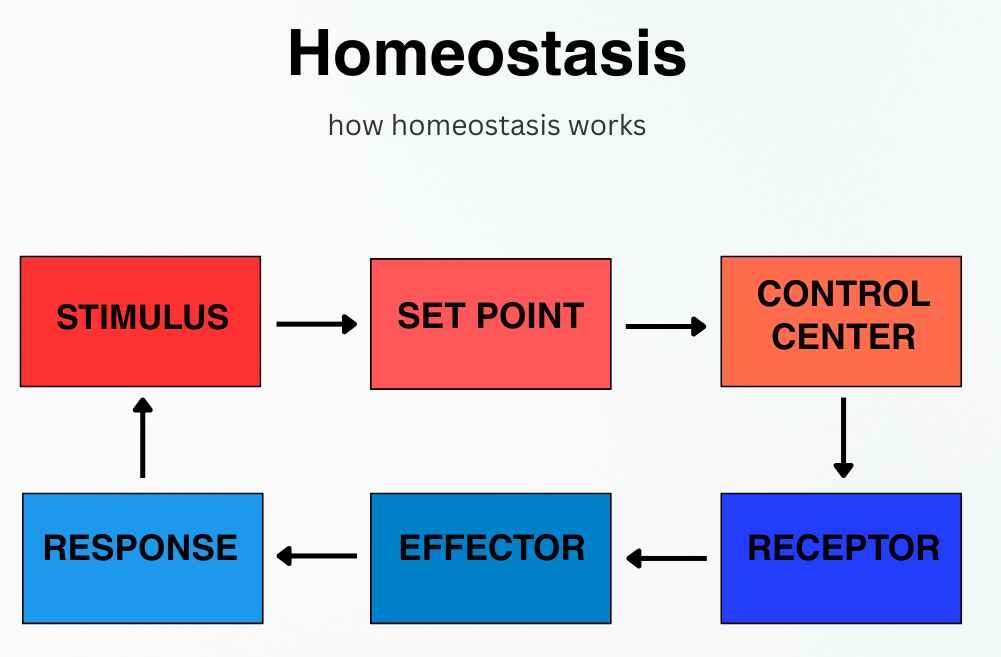

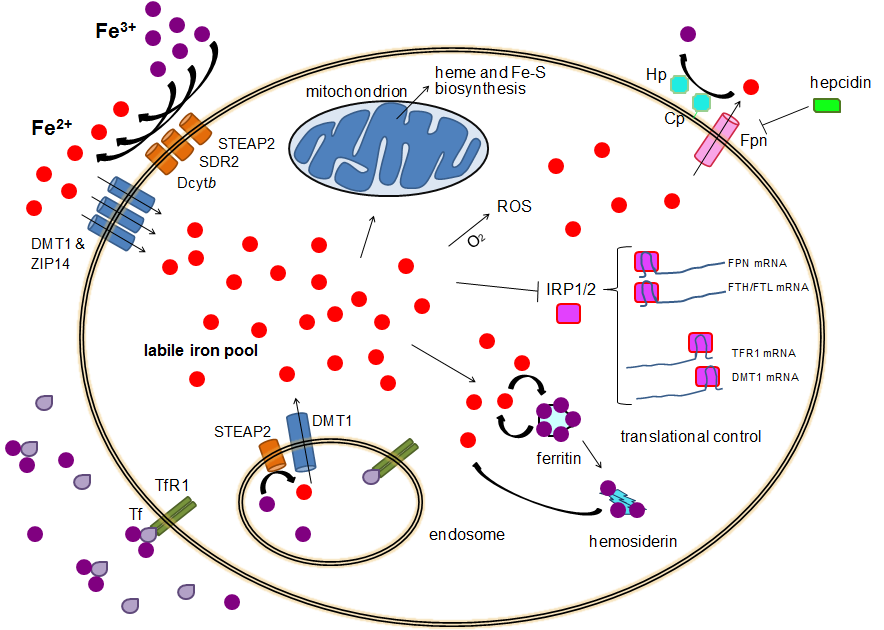
Diagramma che mostra una visione generalizzata dell'omeostasi del ferro cellulare negli esseri umani. L'importazione di ferro può avvenire tramite endocitosi del recettore 1 della transferrina o tramite importatori di ferro ferroso DMT1 e ZIP14, che richiedono l'attività delle reduttasi del ferro come STEAP2, SDR-2 e Dcytb. Il ferro intracellulare può essere immagazzinato nella ferritina e utilizzato per la biosintesi delle proteine o per generare specie reattive dell'ossigeno (ROS) e regolare la trascrizione tramite proteine leganti gli elementi che rispondono al ferro (IRP1 / 2). L'esportazione avviene tramite ferroportina, spesso coadiuvata da efestina (Hp) e / oceruloplasmina (Cp) e repressa dall'epcidina.

L'omeostasi designa la variabilità autocontrollata delle funzioni, all'interno di un intervallo di valori predeterminato; le condizioni omeostatiche rappresentano gli elementi della continuità, mentre le reazioni omeostatiche indicano i mezzi per mantenere tale condizione di continuità. È quindi una delle caratteristiche peculiari degli organismi viventi. Tutti gli apparati del corpo di un organismo vi partecipano, in quanto condizione fondamentale per la sopravvivenza.
Il sistema omeostatico si basa su quattro principali componenti, che assieme prendono il nome di meccanismo a feedback, cioè retroazione, reazione, risposta:
- il recettore, che ha il compito di percepire le condizioni esterne e interne[4]
- il centro di controllo, che decide come comportarsi, dopo aver confrontato la condizione rilevata dal recettore con quella ottimale
- l'effettore, che esegue quello che gli viene ordinato dal centro di controllo
- lo stimolo, il cambiamento che stimola appunto il recettore ad attivare i meccanismi di regolazione interna.

Il feedback può essere negativo quando l'organismo esibisce processi tali che gli consentano di mantenere continuità rispetto agli effetti di uno stimolo, interno o esterno, ritenuto destabilizzante (ad esempio: un abbassamento della temperatura esterna provocherà una reazione tendente a innalzare la temperatura stessa o un aumento nei valori della glicemia provocherà secrezione d'insulina). Il feedback è, invece, positivo, quando l'organismo risponde rinforzando, al suo interno, gli effetti dello stimolo, esogeno o endogeno.
L'utilizzo del termine in biologia fu introdotto dal fisiologo americano Walter B. Cannon, sviluppando una precedente intuizione del fisiologo francese Claude Bernard.
Antonio Damasio chiama sentimenti omeostatici "le esperienze mentali che seguono e accompagnano diversi stati di un organismo".

## Omeostasi in semiotica
Nel suo saggio La cultura e l'organismo, Juri Lotman afferma che "la cultura può essere definita un organismo (a livello semiotico di elaborazione dell'informazione)". L'omeostasi viene definita come "il tentativo di conservare il proprio livello strutturale - cioè il livello di informazione posseduto - e di contrapporsi all'entropia". L'omeostasi è quindi quella fase, nel susseguirsi ciclico degli stati del sistema, in cui si riscontra una tendenza alla conservazione dell'informazione ed al mantenimento della stabilità delle strutture, caratterizzata dalla simmetria. Questa fase si contrappone funzionalmente a quella caratterizzata dalla produzione di nuove informazioni, in cui all'omeostasi si contrappone il dinamismo.